# Pristimera coriacea
Pristimera coriacea är en benvedsväxtart som beskrevs av John Miers. Pristimera coriacea ingår i släktet Pristimera och familjen Celastraceae. Inga underarter finns listade.